# Tempel van Artemis in Jerash

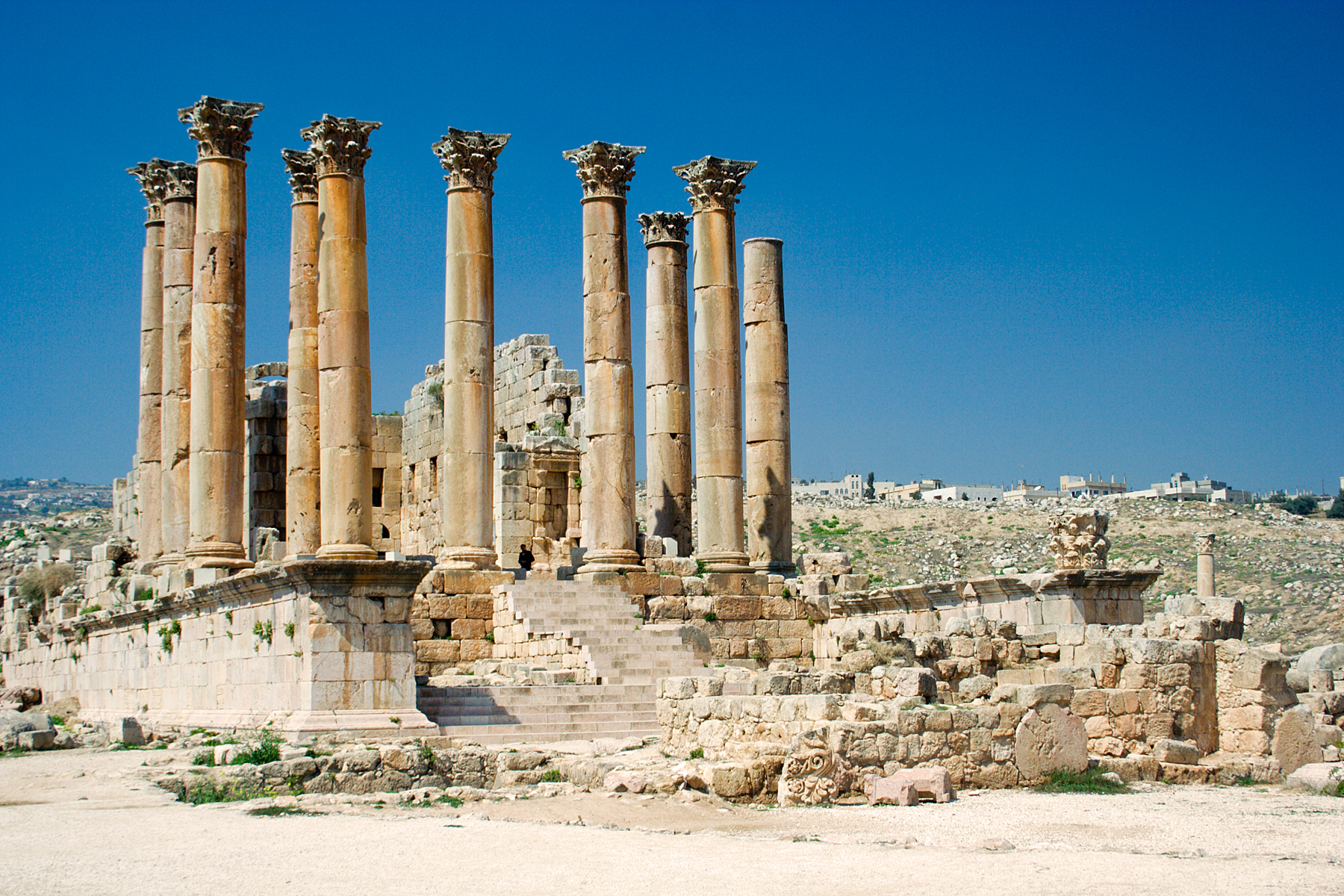
Tempel van Artemis in Jerash

De tempel van Artemis in Jerash is een Romeinse tempel in de stad Gerasa (thans Jerash in Jordanië). Hij werd gebouwd ter ere van de godin Artemis en dateert, net als veel andere gebouwen in Gerasa, uit de 2e eeuw.
Deze tempel heeft een oppervlakte van 161 bij 121 meter. Hij is nu grotendeels een ruïne; sommige zuilen staan nog overeind. De tempel is het grootste monument in Gerasa en is groter dan de tempel ter ere van de oppergod Zeus op dezelfde site.
De propyleeën bevinden zich langs de cardo maximus van de oude stad.